# Libuše Bráfová
Libuše Bráfová (rozená Riegrová, 21. června 1860 Praha – 27. března 1930 tamtéž) byla česká spolková činovnice, etnografka, muzejnice, sufražetka, feministka a mecenáška umění a charity. Spolupracovala s předními osobnostmi českého ženského emancipačního hnutí, jako bylo například Karolína Světlá či Eliška Krásnohorská.

## Život

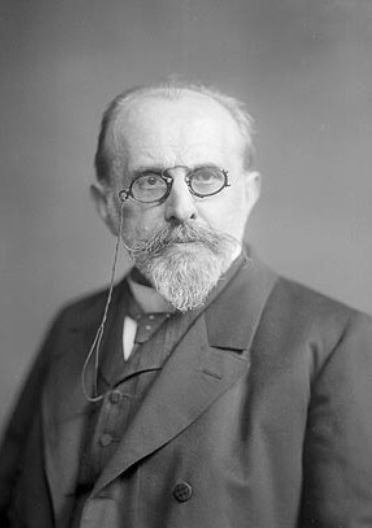
Albín Bráf, národohospodář a politik, manžel Libuše Bráfové

### Mládí
Narodila se v Praze do rodiny význačného politika Národní strany (staročeši) Františka Ladislava Riegera a jeho ženy Marie, dcery Františka Palackého. (Otec mohl užívat titul svobodného pána, po rodičích zdědil statek Maleč.). Absolvovala Vyšší dívčí školu na Novém Městě. Její učitelkou kreslení byla Amalie Mánesová. Následně začala zapojovat do české spolkové činnosti: stala se členkou ženského spolku Americký klub dam založeného mimo jiné Karolínou Světlou či její matkou Marií Riegrovou, s dopomocí filantropa Vojty Náprstka. Roku 1888 se provdala se za majetného advokáta Albína Bráfa, profesora Karlo-Ferdinandovy univerzity, národohospodáře a politika. Manželé žili v Praze.

### Veřejná činnost

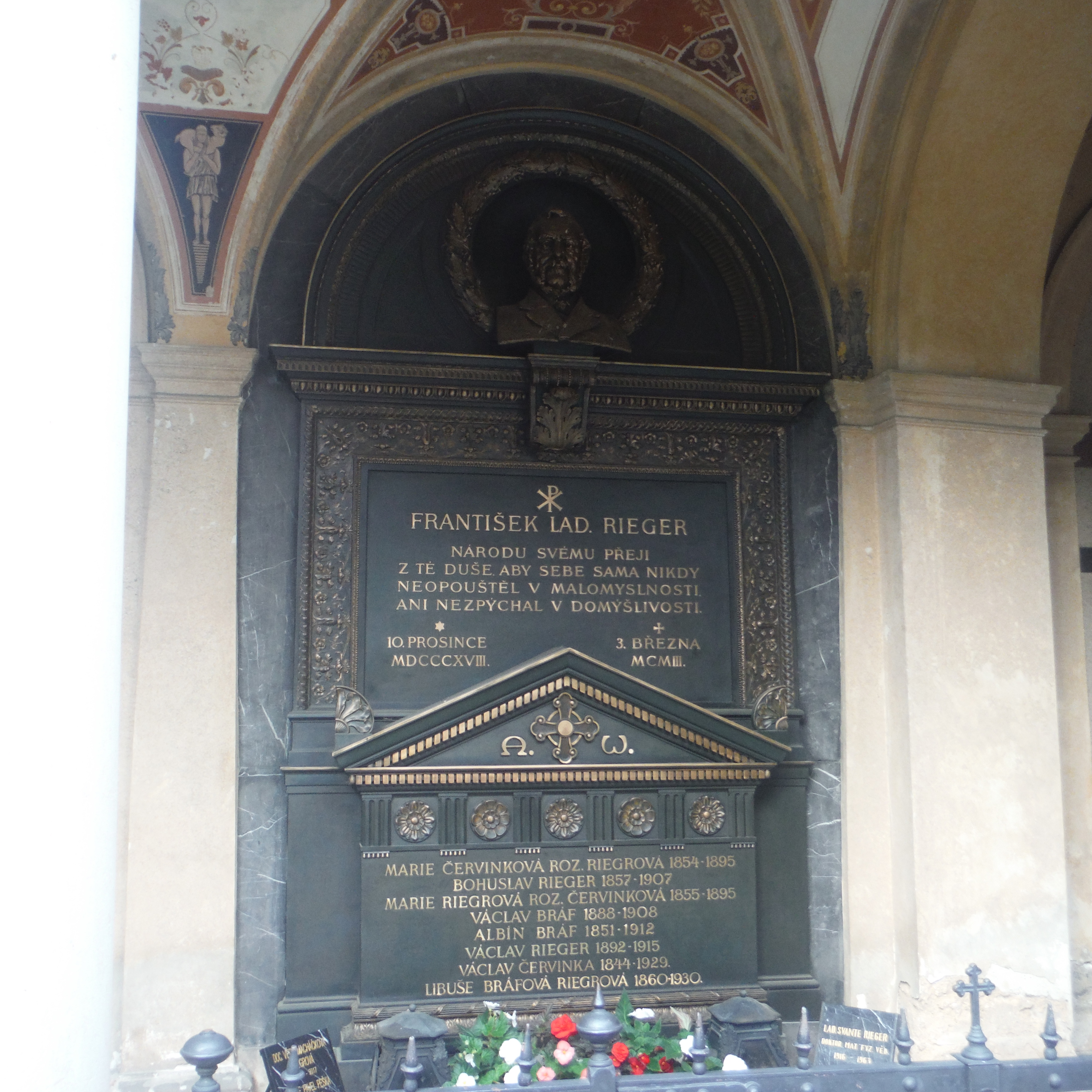
Rodinná hrobka rodiny Riegrovy a Bráfovy na Vyšehradském hřbitově

Zejména pod matčiným vlivem se začala věnovala charitativní a spolkové činnosti, angažovala se například v řízení soukromě zřizovaných dobročinných ústavů jako chudobince a sirotčince, dokud jejich správu nepřevzalo Královské hlavní město Praha. Byla rovněž sběratelkou a muzejničkou etnografických sbírek lidové ruční tvorby, tedy například výšivek, krojů, keramiky či nábytku. Byla rovněž sběratelkou a mecenáškou výtvarného umění a hudby. Po smrti básníka Julia Zeyera roku 1901 se podílela na vzniku jeho pomníku. Roku 1912 ovdověla. V letech 1926 až 1928 byla členkou Spolku svaté Ludmily. Vydala rovněž několik děl svých pamětí.

### Úmrtí
Libuše Bráfová zemřela 27. března 1930 v Praze. Byla pohřbena spolu se svým otcem, matkou, manželem a dalšími členy rodiny Červinků a Riegrů na Vyšehradském hřbitově.
Rozsáhlý rodinný archiv budovaný Bráfovou byl po její smrti předán do Archivu Národního muzea v Praze.

### Rodina
Libuše Riegrová se provdala za Albína Bráfa 13. února 1888 v novoměstském kostele svatého Štěpána a 6. listopadu téhož roku se jim narodil jediný syn Václav. Ten posléze nastoupil na pražskou Právnickou fakultu, aby pokračoval v otcově profesi. Václav Bráf zemřel v roce 1908 ve věku 19 let v pruském Görbersdorfu.